# Aiguilles de la Lé
Aiguilles de la Lé är en bergstopp i Schweiz. Den ligger i distriktet Sierre och kantonen Valais, i den södra delen av landet, 100 km söder om huvudstaden Bern. Toppen på Aiguilles de la Lé är 3 189 meter över havet.